# Stern-gruppen
Stern-gruppen (eller Stern-ligaen) var en zionistisk terrorgruppe i det britiske mandatområde Palæstina opkaldt efter grundlæggeren Avraham Stern. Gruppen kaldte sig Lehi, hebraisk akronym for Lohamei Herut Israel (dansk: ~ Krigere for Israels Frihed).
Gruppen blev grundlagt af Stern i 1940 som en udbrydergruppe fra en anden organisation, Irgun. Den blev først kaldt Irgun Zvai Leumi be-Yisrael. Da Stern døde i 1942 og mange af medlemmerne blev arresterede, lå gruppen nede frem til, at den blev reformeret som Lehi under Israel Eldad, Natan Yellin-Mor og Yitzhak Shamir. Shamir skulle senere blive Israels statsminister.
Stern-gruppen anså sig selv som antiimperialistisk og betragtede det britiske styre i Palæstina som en illegal okkupation. Den koncentrerede derfor sine angreb mod britiske mål (i modsætning til andre jødiske grupper, som også angreb arabere). Stern-medlemmer, som blev arresterede af briterne, nægtede at forsvare sig og hævdede kun, at retten, som repræsenterede en okkupationsmagt, ikke havde nogen jurisdiktion over dem og var illegal. Af samme grund undlod de at søge briterne om benådning selv i tilfælde, hvor de fik dødsstraf. I to tilfælde begik Stern-medlemmer selvmord i fængslet for at forhindre, at briterne hængte dem.
Sent i 1940 blev Stern-medlemmet Naftali Lubenchik sendt til Beirut, hvor han mødte den tyske diplomat Werner Otto von Hentig og leverede et brev fra ledelsen i Stern, som tilbød, at Stern "tog aktiv del i krigen på Tysklands side" mod, at Tyskland støttede "etableringen af den historiske jødiske stat på national og totalitær basis, allieret med det tyske rige". Werner Otto von Hentig videreformidlede tilbuddet til den tyske ambassade i Ankara, men der kendes ikke noget officielt svar. Stern-gruppen forsøgte at etablere kontakt med Tyskland igen i december 1941 uden held.
Ud over et antal højprofilerede aktioner udførte Stern-gruppen likvidering af britiske soldater og politibetjente og af og til også af jødiske kollaboratører. I 1947 sendte gruppen brevbomber til mange britiske politikere. Den saboterede også infrastruktur som broer, jernbaner og olieraffinaderier. Stern-gruppen finansierede sine aktioner ved donationer fra private, tvangsinddrevne midler fra jødiske samfund og bankrøverier.
Stern-gruppen ophørte formelt at eksistere, da Israel blev oprettet, men fortsatte at operere især i Jerusalem indtil, gruppen blev knust efter terrordrabet på Folke Bernadotte.

## Berygtede terrorangreb
- 6. november 1944 – Lehi myrdede Lord Moyne, den britiske udsending i Kairo. Handlingen rystede briterne og gjorde Churchill rasende. To Lehi-medlemmer blev fanget og henrettet af briterne.
- 9. april 1948 – Lehi og Irgun angreb Deir Yassin.
- 17. september 1948 – Lehi myrdede FN's mægler grev Folke Bernadotte og FN-observatøren André Serot. Baggrunden var Bernadottes krav om at de palæstinensiske flygtninge skulle havde ret til at returnere til deres hjem. Drabene blev organiseret af Yehoshua Zetler og udført af en gruppe på fire mænd ledet af Meshulam Markover. Yehoshua Cohen affyrede skuddene. Lehi-lederne Nathan Yellin-Mor og Matitiahu Schmulevitz blev arresterede to måneder efter drabet. Alle mistænkte fik imidlertid amnesti af Israel i 1949.

I 1980 oprettede Israel Lehiordenen, som tildeles tidligere medlemmer af Stern-gruppen.